# Hans-Walter Heldt
Hans-Walter Heldt (* 3. Januar 1934 in Berlin; † 18. Mai 2019) war ein deutscher Pflanzenphysiologe und Biochemiker.

## Leben
Hans-Walter Heldt war von 1976 bis 1978 Professor am Institut für Physiologische Chemie der Universität München. Ab 1978 bis zu seiner Emeritierung im Jahr 2002 war er Professor an der Universität Göttingen in der Abteilung Biochemie der Pflanze.
Seine Forschungsschwerpunkte waren der Transport von Metaboliten über Biomembranen in Pflanzen sowie der Photosynthese-Metabolismus. Er war (Mit-)Autor von über 250 wissenschaftlichen Publikationen und Autor des Lehrbuches „Pflanzenbiochemie“, das 2015 in 5. Auflage erschien, sowie in einer amerikanischen, japanischen, chinesischen, indischen und russischen Ausgabe.
1993 erhielt er gemeinsam mit Marshall Davidson Hatch den Max-Planck-Forschungspreis. Seit 1990 war er ordentliches Mitglied der Akademie der Wissenschaften zu Göttingen.
Er starb unerwartet am 18. Mai 2019.

## Veröffentlichungen
- Hans-Walter Heldt, Birgit Piechulla: Pflanzenbiochemie. 5. Auflage. Spektrum, Akademische Verlagsgesellschaft, Heidelberg 2015, ISBN 978-3-662-44397-2, S. 597 (unter Mitarbeiter von Fiona Heldt).